# Hey Stoopid
Albums de Alice Cooper
Trash
(1989) The Last Temptation
(1994)
Singles
1. Hey Stoopid
Sortie : juin 1991
2. Love's a Loaded Gun
Sortie : 23 septembre 1991
3. Feed My Frankenstein
Sortie : 1er juin 1992

Hey Stoopid est le 19e album studio d'Alice Cooper et le 12e en solo. Il est sorti le 2 juillet 1991 sur le label Epic Records et fut produit par Peter Collins.

## Historique
Cet album fut enregistré aux Bearsville Studios dans l'État de New York et au studio The Complex de Los Angeles en Californie. Après le succès de Trash en 1989, Alice Cooper, avec Hey Stoopid, s'offre la participation des guitaristes Joe Satriani, Slash des Guns N' Roses, Steve Vai ou encore Nikki Sixx et Mick Mars de Mötley Crüe. Ozzy Osbourne participa aux chœurs sur la chanson Hey Stoopid.
Alice Cooper enregistre le titre Fire de Jimi Hendrix pendant les sessions de l'album Hey Stoopid comme B-Side et plus tard, le titre apparait et sort sur le single Love's A Loaded Gun. En 1992, Alice Cooper et ses musiciens interprètent Feed My Frankenstein pour le film Wayne's World.
L'album se classe aux États-Unis à la 47e position la semaine du 20 juillet 1991. En Europe, Hey Stoopid parvient à se classer dans plusieurs pays à travers le TOP 10, dont l'Angleterre atteignant la meilleure place avec la 4e position dans les charts. Mais également à la 5e place en Autriche, 6e en Norvège ,  7e en Allemagne et en Suisse, 9e en Suède et à la 54e position aux Pays-Bas. Dans le reste du monde, l'album se classe 15e en Australie et 22e en Nouvelle-Zélande.
L'album a été certifié disque de platine au Canada en juillet 1991, disque d'argent au Royaume-Uni en août 1991 et disque d'or en Suède en septembre 1991.

## Liste des titres
| 1.    | Hey Stoopid              | Alice Cooper, Vic Pepe, Jack Ponti, Bob Pfeifer          | 4:34 |
| 2.    | Love's a Loaded Gun      | Cooper, Pepe, Ponti                                      | 4:11 |
| 3.    | Snakebite                | Cooper, Pepe, Ponti, Pfeifer, Lance Bulen, Kelly Keeling | 4:33 |
| 4.    | Burning Our Bed          | Cooper, Pitrelli, Pfeifer, S. West                       | 4:34 |
| 5.    | Dangerous Tonight        | Cooper, Child                                            | 4:41 |
| 6.    | Might as Well Be on Mars | Cooper, Wagner, Child                                    | 7:09 |
| 7.    | Feed My Frankenstein     | Cooper, Zodiac Mindwarp, Richardson, Nick Coler          | 4:44 |
| 8.    | Hurricane Years          | Cooper, Pepe, Ponti, Pfeifer                             | 3:58 |
| 9.    | Little by Little         | Cooper, Pepe, Ponti, Pfeifer                             | 4:35 |
| 10.   | Die for You              | Cooper, Mars, Sixx, Vallance                             | 4:16 |
| 11.   | Dirty Dreams             | Cooper, Pfeifer, Vallance                                | 3:29 |
| 12.   | Wind-Up Toy              | Cooper, Pepe, Ponti, Pfeifer                             | 5:27 |
| 56:06 |                          |                                                          |      |

| 13. | It Rained All Night (bonus pour le Japon) | Cooper, Child | 3:54 |

## Musiciens

### Alice Cooper
- Alice Cooper – chants, harmonica
- Stef Burns – guitare
- Hugh McDonald – basse & chant
- Mickey Curry – batterie
- John Webster, Robert Bailey – claviers et effets

### Musiciens additionnels
- Joe Satriani – guitare sur Hey Stoopid, Burning Our Bed, Feed My Frankenstein, Little by Little & Wind-Up Toy.
- Vinnie Moore – guitare sur Hurricane Years & Dirty Dreams.
- Steve Vai – guitare sur Feed My Frankenstein
- Slash – guitare sur Hey Stoopid
- Nikki Sixx – basse sur Feed My Frankenstein
- Mick Mars – guitare sur Die For You
- Ozzy Osbourne – chœurs sur Hey Stoopid
- Calico Cooper ? – chœurs et voix parlée sur Wind-Up Toy

## Charts
Album
| Pays                                 | Durée du classement | Meilleure position | Réf    |
| ------------------------------------ | ------------------- | ------------------ | ------ |
| Allemagne (GfK Entertainment)        | 21 semaines         | 7e                 | [ 8 ]  |
| Australie (ARIA Charts)              | 5 semaines          | 15e                | [ 12 ] |
| Autriche (Ö3 Austria Top 40)         | 12 semaines         | 5e                 | [ 6 ]  |
| Canada (RPM Top Albums)              | 13 semaines         | 23e                | [ 17 ] |
| États-Unis (Billboard Hot 200)       | 13 semaines         | 47e                | [ 3 ]  |
| Norvège (VG-lista)                   | 11 semaines         | 6e                 | [ 7 ]  |
| Nouvelle-Zélande (Recorded Music NZ) | 6 semaines          | 22e                | [ 13 ] |
| Pays-Bas (MegaCharts)                | 8 semaines          | 54e                | [ 11 ] |
| Royaume-Uni (UK Albums Chart)        | 7 semaines          | 4e                 | [ 5 ]  |
| Suède (Sverigetopplistan)            | 5 semaines          | 9e                 | [ 10 ] |
| Suisse (Schweizer Hitparade)         | 16 semaines         | 7e                 | [ 9 ]  |

Singles
| Année | Single               | Chart                  | Durée du classement | Meilleure position |
| ----- | -------------------- | ---------------------- | ------------------- | ------------------ |
| 1991  | Hey Stoopid          | Hot 100                | 5 semaines          | 78e                |
| 1991  | Hey Stoopid          | Mainstream Rock Tracks | 8 semaines          | 13e                |
| 1991  | Hey Stoopid          | UK Singles Chart       | 6 semaines          | 21e                |
| 1991  | Hey Stoopid          | ARIA Charts            | 5 semaines          | 32e                |
| 1991  | Hey Stoopid          | (V) Ultratop           | 3 semaines          | 36e                |
| 1991  | Hey Stoopid          | RPM Top Singles        | 8 semaines          | 48e                |
| 1991  | Hey Stoopid          | VG-lista               | 1 semaines          | 5e                 |
| 1991  | Hey Stoopid          | RMNZ Singles Top40     | 6 semaines          | 17e                |
| 1991  | Hey Stoopid          | Mega Top 50            | 9 semaines          | 22e                |
| 1991  | Hey Stoopid          | Sverigetopplistan      | 3 semaines          | 19e                |
| 1991  | Love's a Loaded Gun  | Mainstream Rock Tracks | 6 semaines          | 31e                |
| 1991  | Love's a Loaded Gun  | UK Singles Chart       | 3 semaines          | 38e                |
| 1992  | Feed My Frankenstein | UK Singles Chart       | 3 semaines          | 27e                |

## Certifications
| Pays        | Industrie    | Ventes    | Certification | Date             | Réf    |
| ----------- | ------------ | --------- | ------------- | ---------------- | ------ |
| Canada      | Music Canada | 100 000 + | Platine       | 1er juillet 1991 | [ 14 ] |
| Royaume-Uni | BPI          | 60 000 +  | Argent        | 1er août 1991    | [ 15 ] |
| Suède       | GLF          | 50 000 +  | Or            | 3 septembre 1991 | [ 16 ] |